# Werner Rolfinck
Werner Rolfink (Hamburgo, 15 de novembro de 1599 — Jena, 6 de maio de 1673) foi um médico e botânico alemão. Foi estudante de medicina em Leiden, Oxford, Paris e Pádua. 
Obteve um mestrado na Universidade de Wittenberg, orientado por Daniel Sennert, e doutor em medicina em 1625 na Universidade de Pádua, orientado por Adriaan van den Spiegel. Em 1629 tornou-se professor da Universidade de Jena, onde reorganizou e expandiu o jardim botânico da universidade (o atual Jardim Botânico de Jena). Suas pesquisas experimentais envolveram reações químicas e a bioquímica de metais. Rejeitou o ponto de vista de que outros metais poderiam ser transformados em ouro.